# 秦錫鎮
秦錫鎮（19世纪？—1908年），山东樂安縣（今东营市广饶县）人。清朝末年官员。

## 生平
光緒十九年（1893年）癸巳恩科山東鄉試第一名舉人（解元）。光绪二十九年（1903年），登经济特科一甲七名进士，授上海知县。升松江府海防同知。光绪三十四年（1908年）病卒。

### 書目
- （清）法式善等，《清秘述聞三種》，中華書局，清代史料筆記叢刊，ISBN：ISBN 7101017428。
- （民国）趙爾巽等，《清史稿》，中華書局點校本